# نمر النمر
نمر باقر النمر مواليد عام 1379 هـ/21 يونيو 1959 في مدينة العوامية في محافظة القطيف بشرق السعودية هو رجل دين شيعي سعودي أثارت أفعاله وخطاباته التي انتقد فيها أسرة آل سعود الحاكمة جدلًا واسعًا. اعتقل عدة مرات في 2006 و2008 و2009 وكان آخرها في الثامن من يوليو عام 2012 وفي 15 أكتوبر 2014، حكمت عليه المحكمة الجزائية في السعودية بالإعدام بسبب أمور متعلقة بالإرهاب والفتنة الطائفية. وتم تنفيذ الحكم بالإعدام في صباح يوم 2 يناير 2016.

## النشأة والتعليم
ولد نمر باقر النمر في 21 يونيو 1959 في مدينة العوامية في محافظة القطيف بالسعودية.
درس في مسقط رأسه العوامية، ثم هاجر بعد ذلك إلى إيران عام 1980 حيث التحق بالحوزة العلمية، وبقي هناك ما يقارب عشر سنوات قبل أن يتجه إلى سوريا.

## النشاط السياسي
اشتهر النمر بإطلاقه العديد من التصريحات المعارضة للنظام السعودي، ففي مارس 2009 وجّه انتقادات عنيفة للحكومة بسبب أحداث البقيع وطالب بانفصال المنطقة الشرقية عن السعودية إذا كانت حقوق الأقلية الشيعية لم تحترم. وأعتقل بسبب هذه التصريحات وأفرج عنه لاحقًا ويعتبر النمر أحد أبناء الطائفة الشيعية الذين يتهمون السلطات السعودية بتهميشهم في الوظائف الإدارية والعسكرية، خصوصا في المراتب العليا من الدولة. وفي خطبة ألقاها بتاريخ 16 يونيو 2012 عبّر عن ارتياحه لرحيل ولي العهد السابق وزير الداخلية الأمير نايف بن عبد العزيز.
تعرض النمر للاعتقال عدة مرات، فقد احتجزته السلطات لفترة قصيرة في مايو 2006 فور دخوله الأراضي السعودية قادمًا إليها من البحرين حيث شارك في ملتقى دولي عن القرآن الكريم. وادعى أنه قد تم الاعتداء عليه بالضرب من قبل المباحث السعودية. واعتقل مُجدَّدًا في 23 أغسطس 2008 بالقطيف على خلفية انتقادات وجهت للحكومة السعودية من سعد الفقيه بعدم قدرتها على اعتقاله لأنه محمي من إيران على حد وصف الفقيه. شهدت منطقة القطيف اشتباكات على خلفية اعتقال النمر الذي قال قبل اعتقاله في خطبة بمسجده في العوامية «أنا على يقين من أن اعتقالي أو قتلي سيكون دافعا للحراك».

### مقتبسات من خطاباته
- بعد وفاة الأمير نايف في 26 يونيو 2012، وقف نمر النمر على منبره في القطيف، ليدافع عن الاحتفال الذي خرج به بعض شيعة المنطقة بموت الأمير نايف، ووصفه بالطاغية، ثم تساءل: «بأي حق يعين سلمان ولي عهد ونحن ساكتون نتفرج؟»، في إشارة إلى الأمير سلمان بن عبد العزيز، الذي عينه الملك عبد الله وليًّا للعهد خلفًا للأمير الراحل نايف.[14]
- «لا نرتبط بإيران ولا بغير إيران ولا نرتبط بدول أخرى.. نرتبط بقيمنا وسنبقى ندافع عن قيمنا مهما شوهتم.. ومهما إعلامكم يشوه.»

(مقطع فيديو نشر في أكتوبر/تشرين الأول 2011)
- «آل خليفة (حكام البحرين) ظلمة والسنة بريئة منهم.. هؤلاء (ليسوا) سنة.. هؤلاء طغاة. آل الأسد في سوريا ظلمة والتشيع برئ منهم. لا ندافع عن ظالم ولا يجوز للمظلوم أن يدافع عن ظالم.»

(مقطع فيديو نشر في يوليو/تمّوز 2012)

## محاكمته وإعدامه

### اعتقاله
في 8 يوليو 2012م تم اعتقال نمر النمر بطريقة مثيرة للجدل، حيث تقول السلطات السعودية أنها «قبضت عليه بتهمة إثارة الفتنة في بلدة العوامية، وأنه قد حاول ومن معه مقاومة رجال الأمن ومبادرته لهم بإطلاق النار والاصطدام بإحدى الدوريات الأمنية أثناء محاولته الهرب، فتم التعامل معه بما يقتضيه الموقف والرد عليه بالمثل، والقبض عليه بعد إصابته في فخذه، حيث تم نقله إلى المستشفى لعلاجه واستكمال الإجراءات النظامية بحقه».
ينكر مؤيدو نمر النمر هذه الرواية الحكومية ويعتقدون أنه اعتقل أعزلاً بعد أن صدم الشرطيون سيارته لتنحرف مصطدمة بجدار إحدى المنازل، قبل أن يخرجوه من السيارة ويطلقوا الرصاص على فخذه لتصوير أن المداهمة تمت بتبادل الطرفين لإطلاق النار، فيعتقد هؤلاء أنه تمت فبركة الأحداث بدليل تأكيد النمر على ضرورة العمل السلمي ورفض العنف، وعن طريقة الاعتقال هذه، ذكر محمد باقر النمر - شقيق نمر - لجريدة السفير اللبنانية «تلقيت خبر اعتقال الشيخ وأنا في مكتبي، فتوجهت لمكان الحادث لأرى بقعة دم على الأرض والسيارة مصطدمة بالحائط، وتخلو السيارة من الداخل من أي دماء وهذا دليل على أن إصابته تمت بعد الاعتقال وبعد سحبه خارج السيارة، كما أنه اصطدم بالحائط لمضايقة الدورية له ولم يصطدم بأي سيارة من سياراتهم».

### محاكمته
بدأت محاكمته في 25 مارس 2013، وفي 15 أكتوبر 2014، حكم عليه بالقتل تعزيرًا من المحكمة الجزائية بالمملكة العربية السعودية. ترى الحكومة السعودية أن الشيخ النمر إرهابي وادّعت أن الشيخ النمر ومن معه “حاولوا مقاومة رجال الأمن، وقد بادر بإطلاق النار والاصطدام بإحدى الدوريات الأمنية أثناء محاولته الهرب”. بينما يرى مؤيدو نمر النمر أنه معارض سعودي، رفع الصوت لمحاربة الفساد في المملكة، والكهنوت الديني والظلم السياسي الواقع على المواطنين الشيعة في السعودية. كما حارب الكثير من المعتقدات الدينية المنتشرة في السعودية والتي تكفر أتباع الطائفة الشيعية، قام الشيخ النمر على مدى أعوام عدة مهرجاناً أطلق عليه اسم “البقيع حدث مغيب”، وذلك بهدف إعادة بناء قبور الأئمة في منطقة البقيع في المدينة المنورة، حيث تمنع حكومة السعودية بناء القبور، وتعتبره بدعة في الدين، ما اعتُبر انه أحد الأسباب التي حتمت على الرياض إعدامه [بحاجة لمصدر].
و يرى مؤيدو نمر النمر أنه حاول توعية الناس في بلدة العوامية الواقعة في المنطقة الشرقية في المملكة من خلال رفع مستوى المرأة ومشاركتها في الحياة السياسية والاجتماعية، كما أنهم يرون أنه عمل على رفع مستوى الوعي الديني من خلال افتتاح حوزة “القائم” التي تخرج منها العديد من رجال الدين.

### الإعدام وردود الفعل
أُعلن عن تنفيذ حكم إعدامه عن طريق بيان وزارة الداخلية السعودية في صباح 2 يناير 2016 وتزامن حكم إعدامه مع إعدام 46 آخرين في قضايا تتعلق بالإرهاب ونفذت الإعدامات في 12 منطقة من مناطق المملكة العربية السعودية، واتهم النمر بـ«مساعدة إرهابيين» أدت لاحتجاجات في القطيف.
أدانت 144 منظمة من 12 دولة عربية إعدام السعودية الشيخ نمر باقر النمر، وأعربت عن قلقها عن ما وصفته بالاستخدام السياسي للإعدام.
- الأمم المتحدة: دعا الأمين العام للأمم المتحدة بان كي مون إلى التراجع على حكم الإعدام.[23]
- الاتحاد الأوروبي: عبرت وزيرة خارجية الاتحاد الأوروبي فيديريكا موغيريني عن “القلق البالغ” بعد إعدام النمر ومن إشعال التوتر الطائفي.[24]
- ألمانيا قالت ألمانيا عبر المتحدث الرسمي لوزارة الخارجية أن إعدام نمر النمر يعزز المخاوف حول تزايد التوتر في المنطقة، موضحًا أن عقوبة الإعدام هي عقوبة غير إنسانية ومرفوضة في جميع الظروف.[25]
- الإمارات العربية المتحدة: أعلنت الإمارات العربية المتحدة تأييدها للإجراءات التي اتخذتها السعودية في إعدام نمر النمر مع 47 إرهابي آخر.[26]
- الولايات المتحدة: عبرت الولايات المتحدة الأمريكية عن قلقها من إعدام نمر النمر وقالت أنه يمكن أن يفاقم التناحر الطائفي في الشرق الأوسط.[27] ودعت الرياض إلى احترام حقوق الإنسان.[28]
- إيران: أدان قائد الثورة الإسلامية في إيران علي خامنئي بشدة تنفيذ حكم الإعدام بحق رجل الدين الشيعي نمر باقر النمر وقال أن الانتقام الإلهي سيطال للساسة السعوديين، على حد وصفه.[29][30] وهددت الحكومة الإيرانية الحكومة السعودية بأنها «ستدفع ثمن إعدام النمر باهظاً».[31] أدان حرس الثورة الإسلامية في إيران بشدة إقدام الحكومة السعودية على إعدام نمر باقر النمر، واعتبره سلوك يماثل ما يقوم به داعش، وأكدت بأن انتقاما شديدا ينتظر هذا النظام.[32][33] اقتحم محتجون إيرانيون غاضبون السفارة السعودية في طهران ورشقوها بالزجاجات الحارقة وخربوا بعض محتوياتها قبل أن تتدخل الشرطة.[34][35][36]
- باكستان: أعلن مجلس وحدة المسلمين الشيعي في باكستان استنكاره لإعدام النمر وبأنه سيخرج في تظاهرات في مدينة كراتشي.[37]
- البحرين: خرجت مظاهرات بعد يوم من إعدام نمر النمر[38]، من جهة أخرى أيدت الحكومة البحرينية خطوات السعودية ضد الإرهاب.[39]
- المملكة المتحدة عبرت بريطانيا أن أحكام الإعدام خطأ كبير وأدانت تنفيذ الأحكام.[40]
- السعودية: خرجت مظاهرات في القطيف والمدن الشرقية ذات الغالبية الشيعية بسبب إعدام نمر النمر.[38] أقام أهالي العوامية، في 12 فبراير، عزاءاً تأبيناً بمناسبة أربعين الشيخ نمر النمر.[41]
- العراق : استنكرت دار إفتاء أهل السنة والجماعة في العراق اعدام النمر، [42] واستنكر نائب رئيس الجمهورية نوري المالكي إعدام النمر.[43] وصف المرجع الشيعي آية الله علي السيستاني، إعدام نمر النمر في السعودية ب “الظلم والعدوان” وذلك في رسالة بعثها إلى أهالي محافظة القطيف شرق السعودية.[44][45][46][47] دعا زعيم التيار الصدري مقتدى الصدر، إلى الخروج بتظاهرات "غاضبة" ردا على إعدام الشيخ نمر باقر النمر، وفيما وصف عملية الإعدام بـ"الفعل المشين"، وطالب الحكومة العراقية بمنع فتح السفارة السعودية في بغداد.[48][49] اعتبر حيدر العبادي اعدام النمر صدمة شديدة.[50]
- فرنسا: دعت فرنسا المسؤولين في الشرق الأوسط إلى تفادي تأجيج التوتر الطائفي والديني” في المنطقة، بعد إعدام النمر.[51]
- فلسطين: أعلنت الجبهة الشعبية لتحرير فلسطين أن قرار إعدام النمر إجرامي وأن السعودية تزيد الفتنة.[52]
- كندا عبرت كندا عبر وزير خارجيتها عن شجبها لأحكام الإعدام الصادرة بحق المتهمين بما فيهم النمر.[53]
- لبنان: استنكر المجلس الإسلامي الشيعي الأعلى في لبنان إعدام النمر، [54] وأدان حزب الله اغتيال نمر النمر.[55] شنّ أمين عام حزب الله، السيد حسن نصر الله، هجوماً واسعاً على النظام السعوديّ على خلفية ما أسماه «جريمة» إعدام نمر النمر.[56][57][58]
- مصر: اعتبر الأزهر الأحكام التي خرجت ضد السبع والأربعون سجين من ضمنهم النمر بأنها أحكام الله وأدان أعمال الشغب في القنصلية والسفارة السعودية في كل من مشهد وطهران.[59]
- اليمن: قالت جماعة الحوثي أنها عبرت عن معارضتها لإعدام السلطات السعودية الشيخ نمر النمر وأخرجت بيان مطول وصفت به نظام آل سعود بالمجرم على حسب قولهم.[60]
- أقامت ذكرى أربعين نمر النمر من قبل الشيعة، في عواصم مختلفة دول العالم مثل: البحرين والعراق وإيران وفعاليات متنوعة في نيوزيلندا وأوروبا والولايات المتحدة وكندا.[61]

## طالع أيضًا
- أحداث العوامية